# Eragrostis dielsii
Eragrostis dielsii är en gräsart som beskrevs av Pilg.. Eragrostis dielsii ingår i släktet kärleksgrässläktet, och familjen gräs. Inga underarter finns listade i Catalogue of Life.